# Flagship (empresa)
Flagship (フラグシップ, Furagushippu) foi uma desenvolvedora independente de jogos eletrônicos japonesa financiada pela Capcom, Nintendo e Sega, que ficava localizada em Chuo-ku, Osaka, Japão, sendo fundada pelo designer de jogos Yoshiki Okamoto em 1997. A Flagship muitas vezes criou os enredos para os novos produtos, e desenvolveu para a Nintendo várias vezes no Game Boy Color e Game Boy Advance. Em maio de 2007, a Capcom anunciou que a produtora deixaria de existir a partir de 1 de junho de 2007 e seus funcionários seriam incorporados ao estúdio principal da Capcom. O último jogo do estúdio foi Kirby: Squeak Squad para o Nintendo DS.